# Моржецький Олександр Віталійович
Олекса́ндр Віта́лійович Морже́цький — український військовослужбовець, підполковник Збройних сил України. Учасник російсько-української війни, позивний «Морж». Викладач Військового інституту телекомунікацій та інформатизації.

## Життєпис
Народився в Кременчуці на Полтавщині. 2009 року закінчив Військовий інститут телекомунікацій та інформатизації.
На початок війни — старший лейтенант, начальник зв'язку 2-го механізованого батальйону 72-ї окремої механізованої бригади (в/ч А2167, м. Біла Церква).
Вузол зв'язку разом зі своїм батальйоном прибув у Запорізьку область, за кілька діб отримали команду висуватися далі — до смт Ялта поблизу Маріуполя. 9 травня батальйонна тактична група брала участь у звільненні захопленого сепаратистами Маріупольського управління МВС. Коли ситуація в місті більш-менш стабілізувалась зв'язківці Моржецького близько місяця забезпечували зв'язок підрозділам 72-ї бригади, які були направлені в Донецький аеропорт, після чого приєдналися до підрозділів батальйону в районі Амвросіївки під командуванням комбата Михайла Драпатого. Звідти вирушили у район між Свердловськом і Червонопартизанськом, через півгодини після прибуття потрапили під обстріл. Відбивши атаку рушили далі — до Провалля.
Розсередившись неподалік українсько-російського кордону, кожен підрозділ 72-ї ОМБр отримав своє завдання. Одного разу, скануючи радіохвилі, зв'язківці натрапили на ворожу частоту, за досить короткий проміжок часу вивчили їхні позивні та з'ясували, хто за що відповідає. Це дозволило якийсь час оперативно виводити підрозділи з-під обстрілів. З часом обстріли посилились. Підрозділи 72, 79, 24 бригад та прикордонники опинилися у вогневому кільці, — відповідати на обстріли з російської території вони не могли, з іншого боку вогонь вели проросійські терористи, прикриваючись населеними пунктами. Для того, аби не стати мішенню, доводилось постійно змінювати місце розташування. Разом з усіма маневрував і 2-й механізований батальйон.
15 липня 2014 року старший лейтенант Моржецький вкотре отримав завдання висуватися у новий район. В ГАЗ-66 зв'язківців завантажили майно та боєприпаси. На додачу комбат наказав узяти на буксир санітарну машину, яка напередодні вийшла з ладу, але мотор перегрівся через перевантаження, і «санітарку» почепили до МТ-ЛБ. Поблизу села Олександрівка ГАЗ-66 підірвався на фугасі. Старший сержант Юрій Гладченко, який був за кермом, загинув на місці, інші бійці дістали поранень і опіків. Олександр Моржецький, який їхав поряд із водієм, отямився на землі за кілька метрів від машини та побачив, що кабіну розірвало на шматки, а в кузові усе горить і вибухає. В нього було розсічене підборіддя, піднятися на ноги він не зміг, кричати теж не міг, навіть дихати було важко. Військові з колони, які під'їхали до місця вибуху, збирали поранених, всі думали, що Олександр згорів у кабіні. Поки лікар Юрій Ковтун надавав допомогу, почався обстріл, довелося сховатись у лісосмузі. Олександр доповз до дороги і почав махати руками. Коли вибухи почали вщухати, його підібрали. Під час обстрілів у санітарну машину влучив снаряд, всіх поранених забрали в МТ-ЛБ і під прикриттям БТРів поїхали на Панченкове. Чекали на обіцяний гелікоптер, щоб евакуювати поранених, яких було вже 18, і з них 8 дуже важких. Вночі потрапили під обстріл, вдень вертоліт так і не прилетів. Прикордонники, які були серед поранених, подзвонили начальству, і в результаті Прикордонна служба України зв'язалась з Прикордонною службою РФ. Під вечір 16 липня, на рівні вищого керівництва прийняли рішення, що Росія приймає поранених в лікарні Ростовської області через пункт пропуску в Гуково. 15 чоловік завантажили в «КрАЗ» і повезли на КПП «Гуково»
На російській стороні українських поранених вже чекали журналісти пропагандистських телеканалів та допити співробітників Слідчого комітету РФ, ФСБ та ГРУ. Олександр Моржецький посилався на контузію і на те, що йому важко говорити, щелепа забинтована, рука не пише. Обіцяли відправити його в палату до «ополченців» на бесіду, але так нічого й не добилися. Наступного дня до бійців приїхав український консул, з його мобільного телефону Олександр та інші змогли зателефонувати додому. Зрештою їх відправили літаком з Ростова-на-Дону. 24 липня, близько 5-ї години ранку, транспортний літак Ан-26 доставив в Одесу 18 українських військових і тіло офіцера Нацгвардії Івана Якушина, який помер в російській лікані. Лікарі встановили Олександру діагноз: черепно-мозкова травма, контузія, забій черевної порожнини й тулуба, роздрібнення гомілковостопного суглоба у двох місцях, поранення обличчя і стегна. Довгий час Олександр проходив лікування і реабілітацію, спочатку у ВМКЦ Південного регіону в Одесі, потім в Білоцерківському військовому госпіталі.
Повернутись до мирного життя Олександру допомогла й дружина Олена.
Капітан Моржецький продовжив службу в навчальному центрі Військового інституту телекомунікацій та інформатизації, викладач кафедри «Загальної тактики», начальник навчального курсу.

## Нагороди
- Орден Богдана Хмельницького III ступеня (29 вересня 2014) — За особисту мужність і героїзм, виявлені у захисті державного суверенітету та територіальної цілісності України[4]
- Медаль «За поранення» (легке) (29 серпня 2019)[5]